# Adenarake muriculata
Adenarake muriculata là một loài thực vật có hoa trong họ Ochnaceae. Loài này được Maguire & Wurdack mô tả khoa học đầu tiên năm 1961.